# Ende (Topologie)
In der Mathematik sind die Enden eines topologischen Raumes anschaulich gesprochen die Zusammenhangskomponenten des „Randes im Unendlichen“. Formal definiert werden sie als Äquivalenzklassen von Komplementen kompakter Mengen.

## Definition
Sei {\displaystyle X} ein (lokal zusammenhängender, zusammenhängender, lokal kompakter, Hausdorffscher) topologischer Raum.
Wir betrachten die Familie {\displaystyle {\mathcal {U}}} aller absteigenden Folgen
{\displaystyle (U_{1}\supset U_{2}\supset U_{3}\supset \ldots )}
zusammenhängender, offener Mengen mit kompaktem Rand, für die
{\displaystyle \bigcap _{i=1}^{\infty }{\overline {U_{i}}}=\emptyset }
gilt.
Auf
{\displaystyle {\mathcal {U}}}
definieren wir eine Äquivalenzrelation {\displaystyle \sim } durch
{\displaystyle (U_{1}\supset U_{2}\supset U_{3}\supset \ldots )\sim (V_{1}\supset V_{2}\supset V_{3}\supset \ldots )\Longleftrightarrow \forall n\exists k\colon V_{k}\subset U_{n},U_{k}\subset V_{n}}.
Die Äquivalenzklassen der Äquivalenzrelation {\displaystyle \sim } auf {\displaystyle {\mathcal {U}}} heißen Enden des topologischen Raumes {\displaystyle X}.
Als Umgebungen eines Endes werden die offenen Mengen in der jeweiligen Äquivalenzklasse bezeichnet.

## Charakterisierung über Komplemente von Kompakta
(Specker, Raymond): Ein Raum hat mindestens {\displaystyle k} Enden, wenn es eine offene Menge mit kompaktem Abschluss gibt, deren Komplement {\displaystyle k} nicht relativ kompakte Zusammenhangskomponenten hat.

## Fundamentalgruppe eines Endes
Die Fundamentalgruppe eines Endes {\displaystyle E} wird definiert als der projektive Limes der Fundamentalgruppen der Umgebungen {\displaystyle U_{i}} des Endes {\displaystyle E}:
{\displaystyle \pi _{1}(E)=\varprojlim _{i\in I}\pi _{1}(U_{i})}.

## Beispiele

Der Cayleygraph der freien Gruppe mit zwei Erzeugern a und b

- Die Zahlengerade {\displaystyle \mathbb {R} ^{1}} hat zwei Enden.
- Für {\displaystyle n\geq 2} hat der {\displaystyle \mathbb {R} ^{n}} ein Ende.
- Sei {\displaystyle M} das Innere einer kompakten Mannigfaltigkeit {\displaystyle {\overline {M}}} mit Rand {\displaystyle \partial {\overline {M}}}, also {\displaystyle M={\overline {M}}-\partial {\overline {M}}}. Dann entsprechen die Enden von {\displaystyle M} den Zusammenhangskomponenten von {\displaystyle \partial {\overline {M}}}.

- Sei {\displaystyle X} der Cayley-Graph einer nichtabelschen freien Gruppe. Dann hat {\displaystyle X} unendlich viele Enden, es gibt eine Bijektion der Menge der Enden auf eine Cantormenge.
- Nach einem Satz von Freudenthal hat der Cayley-Graph einer Gruppe entweder unendlich viele oder höchstens 2 Enden.